# Провулок Винахідників (Київ)
Прову́лок Винахі́дників — провулок у Дніпровському районі міста Києва, місцевість ДВРЗ. Пролягає від Марганецької вулиці до Опришківської вулиці.
Прилучається вулиця Князя Любарта.

## Історія
Провулок виник у 1950-ті роки під назвою 805-та Нова вулиця. Сучасна назва — з 1953 року.